# 리아오 (정치인)
리아오(중국어 정체자: 李敖, 병음: Lî Áo, 한자음: 리오, 1935년 4월 25일 ~ 2018년 3월 18일)는 중화민국의 역사가, 작가, 텔레비전 진행자, 정치 평론가, 정치인, 전통 문화 평론가이다.

## 학력
- 베이징 신셴후통 소학
- 베이징 제4중고등학교
- 타이완성립 타이중 제1중학교 자퇴
- 국립 타이완 대학 법률전구과 자퇴
- 국립 타이완 대학 역사학사 자퇴
- 국립 타이완 대학 역사학연구소 자퇴

## 같이 보기
- 신당
- 친민당